# Носевич, Вячеслав Леонидович
Вячесла́в Леони́дович Носе́вич (бел. Вячаслаў Леанідавіч Насевіч; род. 20 июля 1957, Витебск, БССР) — советский и белорусский историк, исследователь ранней истории Великого княжества Литовского. Кандидат исторических наук (1991). Лауреат Премии «За духовное Возрождение» (2020).

## Биография
Родился 20 июля 1957 года в городе Витебске в семье рабочих. Детство и юность провёл в Минске. В 1964—1974 годах учился в минской средней школе № 64. После окончания школы поступил на вечернее отделение факультета журналистики Белорусского государственного университета, одновременно работал учеником слесаря-инструментальщика. В 1975—1977 годах служил в армии. В июне 1982 года окончил университет, получив диплом журналиста.
Научную деятельность начал в сентябре 1982 года в качестве лаборанта по хоздоговорной теме сектора археологии зон новостроек Института истории Академии наук БССР под руководством Георгия Васильевича Штыхова. Позднее работал в секторе археологии средневекового периода под руководством Петра Фёдоровича Лысенко. Участвовал в археологических исследованиях курганов белорусского Побугское, в раскопках средневековых Витебска и Слуцка. Самостоятельные научные исследования проводил с июля 1986 года, работая младшим научным сотрудником Института истории. Одновременно увлёкся компьютерным моделированием историко-демографических процессов, по результатам исследований в этой области в 1991 году защитил кандидатскую диссертацию в Московском государственном университете на тему «Популяционно-демографические процессы в эпоху нижнего и среднего палеолита (Опыт компьютерного моделирования)».
С июля 1991 года занимал должность младшего научного сотрудника в отделе специальных исторических дисциплин, со следующего года — научного сотрудника в том же отделе. С февраля 1993 году по декабрь 1997 года работал в Комитете по архивам и делопроизводству Республики Беларусь, возглавлял отдел государственной геральдической службы. С января 1998 года работает директором Белорусского научно-исследовательского центра электронной документации (БелНИЦЭД). С февраля 1994 года начал преподавательскую деятельность на историческом факультете Белорусского государственного и Полоцкого университетов. В разное время читал курсы «Генеалогия», «Историческая информатика» и «Образование Великого княжества Литовского», «Технотронное документирование». С 2006 года — главный редактор «Большого исторического атласа Беларуси».

## Научные интересы
В научном плане интересуется историей Белоруссии, исторической географией и картографей, генеалогией, исторической демографией, а также исторической и архивной информатикой. Особое место в работе уделяет методам микроистории и компьютерного моделирования.
Преимущественно исследует процессы образования Великого княжества Литовского и формирования его территориальной структуры, генеалогию шляхты и крестьянства, формирование и эволюцию крупного землевладения, историю административно-территориального деления, белорусскую историческую символику, процессы этногенеза, популяционную структуру на территории Белоруссии в различные исторические периоды, структуры семьи и домохозяйства, а также формирование и обеспечение сохранности исторических и архивных информационных ресурсов.
Согласно биографии с собственного сайта, на середину 2010 году опубликовал около 500 работ, включая 1 научную и 2 научно-популярные монографии. Автор 153 научных и научно-популярных статей и рецензий, 217 энциклопедических статей. Создал более 120 исторических карт, в том числе 44 карты для «Национального атласа Беларуси», «Исторического атласа Беларуси» и «Большого исторического атласа Беларуси». Имеет ряд научных разработок в области исторической информатики: имитационная модель популяционно-демографических процессов в древнем обществе (1987—1990 гг.), структура генеалогической базы данных «Родовод» для Национального исторического архива Беларуси (1993—1994 гг.), модель-реконструкция жизненного цикла традиционного крестьянского хозяйства (с 1993 по 2003 г.), первая версия сайта «Архивы Беларуси» (1998—2000 гг.), историческая геоинформационная система «Губерния» (1998—2007 гг.) и ряд других разработок.

## Основные труды
Монографии:
- (бел.) Пачаткі Вялікага княства Літоўскага: Падзеі і асобы Архивная копия от 16 ноября 2010 на Wayback Machine. — Мінск: Полымя, 1993.
- (бел.) Генеалагічныя табліцы старадаўніх княжацкіх і магнацкіх беларускіх родаў 12-18 стагоддзяў Архивная копия от 16 ноября 2010 на Wayback Machine. — Мінск: БелЭН, 1993.
- (рус.) Традиционная белорусская деревня в европейской перспективе Архивная копия от 16 ноября 2010 на Wayback Machine. — Минск: Тэхналогія, 2004. — 350 с. — ISBN 985-458-096-2.